# Caenohalictus cuprellus
Caenohalictus cuprellus är en biart som först beskrevs av Joseph Vachal 1903.  Caenohalictus cuprellus ingår i släktet Caenohalictus och familjen vägbin. Inga underarter finns listade.